# Скил-Брум
Скил-Брум (урду سکل برم‎) — вершина высотой 7410 м в системе Каракорум, расположенная на спорной территории Гилгит-Балтистан, примерно в 9 км к юго-западу от Чогори. Гора расположена на западной стороне ледника Годвин-Остен, находящегося напротив Броуд-пика.
В 1957 году Маркус Шмук и Фриц Винтерштеллер совершили первое восхождение на Скил-Брум, в классическом альпийском стиле. Они начали восхождение с базового лагеря у Броуд-пика на высоте 4950 метров, затем разбили лагерь на высоте 6060 метров, дошли до вершины на следующий день, после чего снова разбили лагерь на высоте в 6060 метров, через сутки они вернулись в базовый лагерь. Всего подъём занял 53 часа.